# 1904년 하계 올림픽 역도
제3회 하계 올림픽 역도 경기는 1904년 9월 1일부터 3일까지 그리스 세인트루이스에서 열렸다. 2개국에서 5명의 선수가 참가하였으며, 2개의 세부 종목으로 진행되었다.

## 경기장
1904년 하계 올림픽 역도 경기는 세인트루이스에 있는 프랜시스 필드에서 경기가 열렸다.
| 도시         | 경기장        | 원어명        | 비고    |
| ------------ | ------------- | ------------- | ------- |
| 세인트루이스 |               |               | 전 종목 |
| 세인트루이스 | 프랜시스 필드 | Francis Field | 전 종목 |

## 참가국
역도 종목은 2개국에서 5명의 선수가 참가하였다.
| - 그리스 (1명) | - 미국 (4명) |

## 메달 집계

### 최종 순위
| 순위 | 국가   | 금메달 | 은메달 | 동메달 | 합계 |
| ---- | ------ | ------ | ------ | ------ | ---- |
| 1    | 미국   | 1      | 2      | 2      | 5    |
| 2    | 그리스 | 1      | 0      | 0      | 1    |
| 합계 | 합계   | 2      | 2      | 2      | 6    |

### 메달리스트
| 종목             | 금                           | 은                     | 동                   |
| ---------------- | ---------------------------- | ---------------------- | -------------------- |
| 남자 양손 자세히 | 페리클레스 카쿨시스 · 그리스 | 오스카 오스토프 · 미국 | 프랭크 쿠글러 · 미국 |
| 남자 덤벨 자세히 | 오스카 오스토프 · 미국       | 프레더릭 윈터스 · 미국 | 프랭크 쿠글러 · 미국 |

## 참고 자료
- (영어) International Olympic Committee medal winners database
- (영어) George Seymour Lyon - Olympic Individual gold medal winner 1904
- (폴란드어) Pawel, Wudarski (1999). “Wyniki Igrzysk Olimpijskich”. 2008년 10월 14일에 원본 문서에서 보존된 문서. 2006년 12월 17일에 확인함.
- (영어) “Weightlifting at the 1904 St. Louis Summer Games”. sports-reference.com. 2012년 8월 2일에 원본 문서에서 보존된 문서. 2010년 8월 31일에 확인함.

| 올림픽 역도 |                                           |                 |
| 이전        | 1904년 하계 올림픽 역도 세인트루이스 1904 | 다음            |
| 아테네 1896 | 1904년 하계 올림픽 역도 세인트루이스 1904 | 안트베르펜 1920 |
|             |                                           |                 |
|             |                                           |                 |